# 円盤綱
円盤綱 （えんばんこう、Cyclocystoidea） は、古生代に生息した棘皮動物の分類群の一つである。

## 分布
主にローレンシア大陸（現在の北アメリカ大陸）から発見されているが、バルティカ大陸・アヴァロニア大陸からも少数が見つかる。ほとんどの化石はオルドビス紀（特にカティアン）から産出している。年代が下るほど数は少なくなるが、デボン紀、石炭紀などの層からも数種が見つかっている。

## 形態・生態
全体的な形状は、現生分類群のシャリンヒトデによく類似している。
円環状に並ぶ骨片を持つことが最大の特徴である。これはこの分類群に特有のもので、分類もこの骨片の形態に基いて行われている。
保存状態が悪いことから、内部構造や生態についてはほとんど分かっていない。だが、消化管が短いことから、大型の食物を食べることはできず、口を下にして堆積物上を這いまわっていたと考えられる。

## 分類
- Apycnodiscidae Boczarowski, 2001[4]
  - Apparatocycloides Boczarowski, 2001
  - Apycnodiscus Smith & Paul, 1982
  - Brutocycloides Boczarowski, 2001
  - Chimaerocycloides Boczarowski, 2001
  - Concavocycloides Boczarowski, 2001
  - Diastocycloides Smith & Paul, 1982
  - Linguacycloides Boczarowski, 2001
  - Minicycloides Haude & Thomas, 1994
  - Neocyclocystoides Boczarowski, 2001
  - Paradoxocycloides Boczarowski, 2001
  - Platycycloides Boczarowski, 2001
  - Polytryphocycloides Smith & Paul, 1982
  - Sievertsia Smith & Paul, 1982
  - Smithocycloides Boczarowski, 2001
  - Zygocycloides Smith & Paul, 1982
- Cyclocystoididae S.A.Miller, 1882[5]
  - Cyclocystoides Salter & Billings, 1858
  - Monocycloides V. Berg-Madsen, 1987
  - Nicholsodiscus Glass, Ausich & Copper, 2003
  - Scotiadiscus Reich & Smith, 2008[6]